# Чёрч, Джордж
Джордж Макдональд Чёрч (англ. George McDonald Church; 28 августа 1954, база ВВС Макдилл близ г. Тампа, Флорида, США) — американский учёный: генетик, молекулярный инженер и химик. Профессор генетики Гарвардской медицинской школы и Harvard–MIT Program of Health Sciences and Technology, один из основателей Wyss Institute for Biologically Inspired Engineering в Гарварде, а также руководитель проекта Personal Genome. Член Национальных Академии наук (2011) и Инженерной академии (2012) США. Известен работами в области секвенирования геномов и интерпретации полученных данных, в синтетической биологии и генной инженерии, персональной геномике, а также в относительно новой области неврологии, которая предлагает составление карты активности мозга и создание «функционального коннектома». Является соучредителем нескольких коммерческих предприятий, в частности англ. Knome (исследует геном человека), англ. LS9 (производство дизельного топлива из трансгенных организмов), англ. Joule Unlimited (производитель альтернативных энергетических технологий, разработала процесс для создания на основе углеводорода топлива путём объединения воды, питательных веществ, цианобактерий, диоксид углерода и солнечного света).
Регулярно даёт комментарии СМИ, и выступает с популяризацией науки на различных площадках, таких как сайт Edge.org, конференции TED, телесериал NOVA, передачи «Лица Америки», шоу Чарли Роуза на PBS и шоу «Отчёт Кольбера».
Совместно с Эдом Реджисом (англ. Ed Regis) он автор книги англ. Regenesis: How Synthetic Biology Will Reinvent Nature and Ourselves, вошедшей в топ-10 научных книг 2012 года по версии журнала New Scientist.

## Награды и отличия
- Премия Бауэра Института Франклина (2011)
- Thomson Reuters Citation Laureate (2016)
- Beering Award (2018)
- Promega Biotechnology Research Award Американского общества микробиологии